# Дикие мальчишки
Дикие мальчики (фр. Les Garçons sauvages) — французский фэнтезийный фильм 2017 года, поставленный режиссером Бертраном Мандико. Лента является вольной адаптацией романа Уильяма Барроуза «Дикие мальчики. Книга мертвых» (англ. The Wild Boys: A Book of the Dead). Мировая премьера состоялась 4 сентября 2017 года на 74-м Венецианском международном кинофестивале, где фильм участвовал в программе секции «Международная неделя критиков». Позже он был представлен в конкурсных программах ряда других международных и национальных кинофестивалей и получил несколько кинонаград.

## Сюжет
Начало XX века, остров Реюньон. Пятеро мальчишек из богатых и влиятельных семей, увлеченные оккультизмом, осуществляют жестокое преступление — убивают, изнасиловав, свою учительницу, в которую были влюблены. Их родителям удалось замять скандал и отправить малолетних преступников на перевоспитание к капитану из Голландии. Он обещает сделать из избалованных мерзавцев «шелковых» и послушных ребят за два месяца плавания на своем старом паруснике. Капитан привозит подростков на странный остров, где растут удивительные растения и съедобные плоды. Здесь мальчишки попадают под одурманивающее действие острова, которая заставляет их думать, что они — девочки.